# Frederico III do Sacro Império Romano-Germânico
Frederico III (Innsbruck, 21 de setembro de 1415 – Linz, 19 de agosto de 1493), apelidado de "o Pacífico" e "Lábio Grosso", foi o Imperador Romano-Germânico de 1452 até sua morte, além de Rei dos Romanos a partir de 1440 e Arquiduque da Áustria começando em 1457. Era filho de Ernesto, Duque da Áustria, e sua esposa Cimburga de Masóvia.

## Família
Era o terceiro filho de Ernesto I, o Leão, Duque de Carniola e duque da Áustria em 1406 e Duque da Estíria ou Steiermark e Duque da Caríntia em 1411. Conde de Habsburgo, do Tirol, de Ferrete, de Kyburg, Landgrave da Alta Alsácia, Arquiduque em 1414. Ernesto I casou-se em 1392 com Margarida, enviuvando em 1410; era filha de Bogislas V, Duque da Pomerânia. Casou-se então em fevereiro de 1412 com Zimburga, também chamada Gymburge, Cymbarka, Cymburge ou Cimburgis de Masóvia, nascida em Varsóvia, mais ou menos em 1394 e morta em 1429. Era filha de Ziemovit IV Piast, Duque da Masóvia, e lhe deu nove filhos.

## Primeiros anos
Morto o pai, vivia na corte do tio e guardião Frederico IV, Conde do Tirol. Governou em 1424 com seu irmão Alberto a Estíria e a Caríntia, sozinho depois da morte do irmão, em 1463. Com a morte de Alberto em 1439, Frederico foi eleito Rei dos Romanos como Frederico III. Foi coroado em Frankfurt em 2 de fevereiro de 1440 e em Aachen ou Aix-la-Chapelle em 17 de junho de 1442.
Sendo o membro mais velho da casa de Habsburgo, era guardião do conde Sigismundo do Tirol e desde 1440 também guardião de Ladislau (1440-1457), filho póstumo de Alberto II, herdeiro da Boêmia, Hungria e Áustria. Em 1445, um tratado secreto com o Papa Eugénio IV, que se transformou na Concordata de Viena de 1448 foi assinada com o Papa Nicolau V.
Imperador coroado em Roma em 19 de março de 1452 pelo Papa Nicolau V - sendo o último imperador ali coroado. O título imperial dava prestígio, pois a função imperial ainda estava ligada a toda uma mitologia, certo messianismo: o mito do último imperador, que esmagaria os muçulmanos, reuniria os povos e retomaria Jerusalém. Os mitos se mantinham dada a divisão da cristandade e à expansão otomana: Viena foi sitiada em 1529 e em 1583. Em 1486, opôs-se em vão à coroação do filho como rei dos romanos e se retirou para Linz, dedicando-se à botânica, alquimia, astronomia. Foi governante incapaz, indolente, apesar de suas excelentes qualidades pessoais. Reuniu todas as terras dos Habsburgo em 1490.

## Casamento e posteridade
Casou-se em Roma em 16 de março de 1452 com a infanta Leonor de Portugal, filha do rei Duarte I.
Teve cinco filhos:
1. Cristóvão (Christof) (1455–1456);
2. Maximiliano I (Maximilian) (1459–1519)  co-regente com o pai em 1486; Rei dos Romanos em 1486, Imperador em 1493, Conde da Alsácia;
3. Helena (Helene) (1460–1461);
4. Cunegunda (Kunigund) (1465–1520), casada em 1487 com o duque Alberto IV da Baviera;
5. João (Johann) (1466–1467).